# Cixius pruinosa
Cixius pruinosa är en insektsart som beskrevs av Maximilian Spinola 1852. Cixius pruinosa ingår i släktet Cixius och familjen kilstritar. Inga underarter finns listade i Catalogue of Life.